# Піддубний Ілля Гаврилович
Ілля Гаврилович Піддубний (21 січня (або 16 липня) 1913, станиця Кирпільська, тепер Краснодарського краю, Російська Федерація — 21 січня 1989, село Берегове Кримської області) — український радянський діяч, голова колгоспу «Україна» Кіровського району Кримської області. Герой Соціалістичної Праці (1966). Член Ревізійної Комісії КПУ в 1966—1976 роках.

## Біографія
Закінчив школу, працював бригадиром колгоспу в Краснодарському краї.
Член ВКП(б) з 1939 року.
До 1941 року працював головою колгоспу в Краснодарському краї РРФСР.
З 1941 року — в Червоній армії. Учасник німецько-радянської війни.
У 1948—1950 роках — голова колгоспу «Трудовое согласие» села Ярке Поле Кіровського району Кримської області.
У 1950—1957 роках — голова укрупненого колгоспу імені Ворошилова села Ярке Поле Кіровського району Кримської області. У 1957 — листопаді 1972 року — голова колгоспу «Україна» села Ярке Поле Кіровського району Кримської області.
З 1972 року — на пенсії в селі Ярке Поле Кіровського району Кримської області.

## Нагороди
- Герой Соціалістичної Праці (30.04.1966)
- два ордени Леніна (,30.04.1966)
- орден Жовтневої Революції (1971)
- ордени
- медалі